# Дело Эмберов

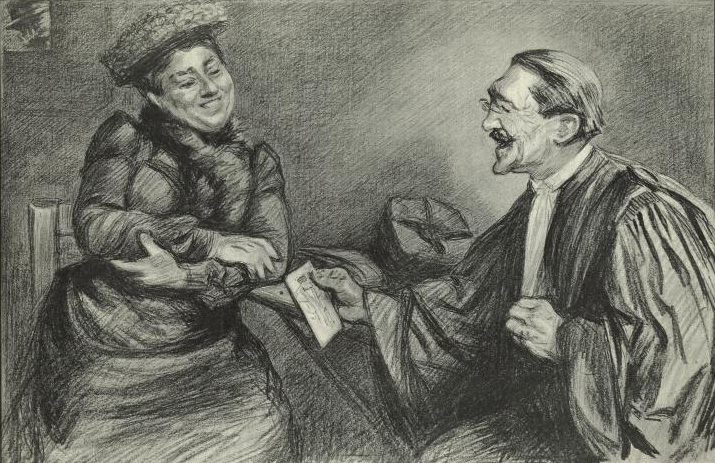
Тереза Эмбер со своим адвокатом Анри Робером

Дело Эмберов — финансовая афера или «колоссальнейшее мошенничество XIX века», как его назвал Вальдек Руссо. Тереза Дориньяк, происходившая из простой семьи, выманивала деньги у кредиторов и много лет вела шикарный образ жизни, беря деньги в банках под небольшие проценты. Она уверяла, что является наследницей состояния американского миллионера, но судебные тяжбы и другие наследники мешали ей начать распоряжаться её законным состоянием. Тереза и её муж владели роскошным особняком, в котором часто принимали элиту того времени. В действительности никакого наследства, как и миллионера, никогда не существовало, и когда это стало известно, супруги бежали из Франции, но впоследствии предстали перед французским судом. 

## История
Фредерик Эмбер (Humbert), сын профессора права и политического деятеля Густава Эмбера (1822—1894), с 1875 года бывшего несменяемым сенатором, а с 1882 года — министром юстиции во втором кабинете Фрейсине, сам в 1885—1889 годах был депутатом, причём был выбран как член республиканской левой, но под конец склонялся к буланжизму. В 1878 году он женился на Терезе Дориньяк, дочери богатого крестьянина (род. в 1854 году), с 1877 года считавшейся наследницей громадного состояния в 100 млн франков. Она утверждала, что эти сто миллионов франков завещал ей американский богач Крауфорд, за то, что она ухаживала за ним во время его болезни. Но объявились два племянника Крауфорда, которые предъявили другое завещание, в силу которого его состояние должно быть разделено на три равных части между ними и сестрой Терезы, тогда несовершеннолетней Марией Дориньяк, Терезе же была отказана только пожизненная рента в 360 тысяч франков.
Начался длинный процесс между соискателями наследства. Крауфорды выражали готовность отказаться от своей доли в наследстве, если Мария Дориньяк по достижении совершеннолетия согласится выйти замуж за влюблённого в неё Генри Крауфорда. Несколько раз составлялись различные полюбовные сделки между сторонами. В силу одной из них наследство Крауфорда, состоявшее, за исключением замка Маркотт в Испании, в процентных бумагах и спрятанное в несгораемом железном шкафу, было отдано на хранение Эмберам, с тем, чтобы Тереза Эмбер могла отрезывать купоны на сумму 360 тысяч франков ежегодно, но остальная сумма была бы неприкосновенна до окончательного приговора суда или до нового соглашения сторон.
Дело переносилось из одной судебной инстанции в другую, причём суд не мог прийти к окончательному решению вследствие того, что изменялись как матримониальные, так и экономические отношения между сторонами, в силу различных их соглашений. Крауфорды путешествовали большей частью по Америке, и адрес их не был известен даже их адвокатам. Это сильно замедляло ведение процесса, увеличивая судебные сроки. Под гарантию будущего наследства Эмберы производили громадные займы, в течение 20 лет достигшие суммы 50 млн, а вместе с громадными процентами и комиссионными (иногда до 150%) — 120 млн франков. Они купили отель в Париже, имение с замком по близости от Парижа и вели очень широкую жизнь. На их балах и обедах бывали известнейшие политические деятели всех партий до Феликса Фора, включительно. Леопольд Флуранс, националистический депутат, был близким другом их семьи, женихом Марии Дориньяк, отвергшей руку Генри Крауфорда, и постоянно получал от них деньги то на политическую агитацию, то лично для себя в займы (без отдачи).
В своём особняке супруги принимали даже президента Французской Республики Феликса Фора. 
В 1897 году, во время процесса между Эмберами и одним из их кредиторов, ведший этот процесс (против Эмберов) Вальдек Руссо намекнул на то, что и капиталы Крауфорда, и его завещание, и сам Крауфорд с его племянниками относятся к области мифологии. Но Эмберы держались ещё прочно, благодаря уважаемому в буржуазном мире имени Густава Эмбера, обаянию миллионов, желанию поддержать людей для спасения уже отданных им денег и поразительному искусству в одурачении людей, которым обладала «великая Тереза». За Эмберов сильно говорил и тот факт, что суд в течение двух десятилетий разбирал вопрос о наследстве, ни разу не возбудив вопроса о самом его существовании.
В начале 1902 года газета «Matin» начала систематический поход против Эмберов. В мае 1902 года судом были окончательно признаны права Терезы Эмбер на наследство, но вместе с тем для удовлетворения претензии кредиторов постановлено вскрыть железный шкаф; для этого был назначен определённый день. Вслед затем, по решению следственной власти, принятому по настоянию министерства Вальдека Руссо, было решено подвергнуть личному задержанию Эмберов, по обвинению в мошенничестве. Когда власти явились в квартиру Эмберов, как для вскрытия шкафа, так и для ареста, то Эмберов не оказалось налицо. Шкаф был вскрыт: в нём оказалась только старая газетная бумага. Через несколько месяцев Эмберы были арестованы в Мадриде и выданы Франции.
В августе 1903 года Тереза и Фредерик Эмберы и братья Терезы Эмиль и Роман Дориньяки, разыгрывавшие роль Крауфордов, судились в парижском акцизном суде по обвинению в мошенничестве. На суде Эмберов защищал знаменитый адвокат Лабори, защитник Дрейфуса. Защита была построена на утверждении, что завещание и миллионы действительно существовали или, по крайней мере, что несуществование их не доказано обвинительной властью, а Крауфорд есть псевдоним французского офицера Ренье. Ренье — лицо, несомненно существовавшее, — исполнял в 1870—1871 годах обязанности прусского шпиона и был посредником между Бисмарком и Базеном; в своё время он был заочно приговорён к смерти; дальнейшая судьба его неизвестна. По словам Терезы Эмбер, он получил от пруссаков за свои услуги сотню миллионов и жил с ней под псевдонимом Крауфорда. Его сыновья, фигурировавшие под именем племянников Крауфорда, оказались, по её дальнейшим рассказам, такими же предателями, как и он; незадолго перед постановлением суда об открытии шкафа они хитро выманили у неё деньги и скрылись. Вся эта истории не возбудила ни малейшего доверия ни в публике, ни среди присяжных, тем более, что в рассказе Эмбер была масса противоречий, и что на суде она далеко не обнаружила той изворотливости и искусства, какие проявляла раньше; она плакала, говорила о своей честности и т.д., но не приводила никаких доказательств верности своих рассказов.
Эмберы были приговорены к пятилетнему тюремному заключению, братья Терезы — к двух- и трёхлетнему. К суду не были привлечены ни нотариусы, ни адвокаты, которые вели процессы Эмберов и Крауфордов или удостоверяли различные их сделки, ни финансовые дельцы, помогавшие заключать займы; между тем, в публике существовала полная уверенность в том, что большинство этих лиц хорошо знало положение вещей и действовало далеко не bona fide.
На суде Тереза Эмбер грозила разоблачениями относительно замешанных в её дело политических деятелей, которые будто бы сознательно ей покровительствовали вследствие корыстных расчётов, и утверждала, что её погубили Вальдек Руссо и Валле (министр юстиции в кабинете Комба), по соображениям, ничего общего с правосудием не имеющим. Однако ни одного из своих заявлений она не подтвердила фактами; из видных политических деятелей процессом скомпрометирован, и притом безнадёжно, только Флуранс. Тем не менее, через несколько дней после судебного приговора палата депутатов назначила следственную комиссию для расследования степени виновности в этом деле лиц, которые были знакомы или близки с семьёй Эмберов. До февраля 1904 года эта следственная комиссия не раскрыла ничего важного.
Дело Эмберов, вместе с Панамским скандалом и делом Дрейфуса, является характерным для истории третьей французской республики. Оно ярко иллюстрирует ту замечательную погоню за деньгами, на почве которой могут возникать подобные предприятия, и то поразительное легковерие как широкой публики, так даже лиц из адвокатуры, из магистратуры, из политического мира и из мира финансовых дельцов, которое проявляется, как только дело идёт о наживе. Никому даже из лиц, ссужавших Эмберов значительными суммами, не пришло в голову проверить ни факт существования Крауфорда, который, обладая громадным состоянием, не мог жить и умереть совершенно незаметно, ни факт существования миллионов, ни реальность таинственных племянников Крауфорда, которые, ведя громадный процесс, могли в течение 20 лет оставлять даже своих адвокатов в неизвестности относительно своего местонахождения, ни, наконец, реальность замка Маркотт, который, по словам Терезы Эмбер, в составе прочего наследства был ею получен от Крауфорда. Обаяние миллионов было так велико, что многие лица, присутствовавшие при фантастическом отрезании купонов Терезой Эмбер, по-видимому, добросовестно утверждали, что они видели бумаги на громадные суммы.